# Unihockey-Weltmeisterschaft der Frauen 2023
Die 14. Unihockey-Weltmeisterschaft der Frauen fand vom 2. bis 10. Dezember 2023 und nach 2005 zum zweiten Mal in Singapur statt. Die schwedische Nationalmannschaft gewann die neunte Unihockey-Weltmeisterschaft in Folge.
Die Veranstaltung wurde von der International Floorball Federation ausgetragen.

## Veranstaltungsort

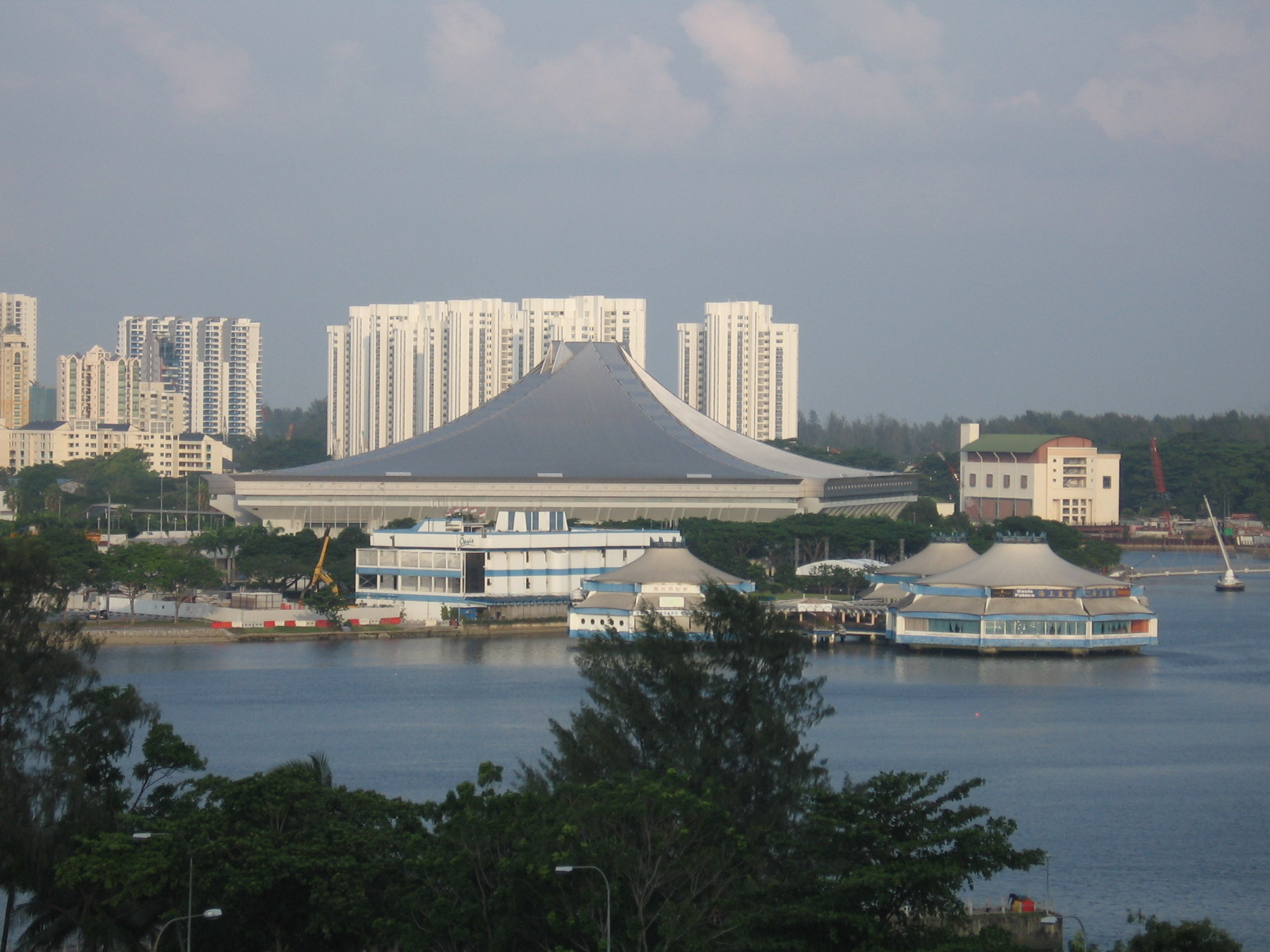
Singapore Sports Hub mit dem Singapore Indoor Stadium

Die Spiele der Unihockey-Weltmeisterschaft 2023 der Frauen werden in Kallang im Komplex Singapore Sports Hub stattfinden, zu dem auch das Nationalstadion Singapur gehört.
Die meisten Spiele finden in der OCBC Arena statt. Die 2014 eröffnete Anlage verfügt über sechs Hallen, von denen zwei für die Weltmeisterschaft genutzt werden. Die Halle 1 bietet Platz für maximal 3000 Zuschauer, die Halle 2 für mindestens 300 Zuschauer.
Die Finalrundenspiele am letzten Wochenende werden im Singapore Indoor Stadium ausgetragen werden, die 12.000 Zuschauer fasst.
| OCBC Arena       | OCBC Arena               | Singapore Indoor Stadium |
| ---------------- | ------------------------ | ------------------------ |
| Halle 1          | Halle 2                  | –                        |
| Kapazität: 3.000 | Kapazität: 300 oder mehr | Kapazität: 12.000        |
| OCBC Arena       | OCBC Arena               | Singapore Indoor Stadium |

## Qualifikation
30 Teams registrierten sich für die Teilnahme an der Weltmeisterschaft. Darunter sind 21 Teams aus Europa, sieben aus Asien und Ozeanien und zwei aus Nordamerika. Russland wurde am 1. März 2022 vom IFF Central Board aufgrund des Russischen Überfalls auf die Ukraine suspendiert.
Gastgeber Singapur war direkt für die Endrunde qualifiziert. Die übrigen 30 Mannschaften spielten in kontinentalen Qualifikationsturnieren um die weiteren 15 Startplätze. Die Plätze wurden wie folgt verteilt:
- Europa: 12 Teilnehmer inkl. Gastgeber
- Asien und Ozeanien: 2 Teilnehmer
- Amerika: 1 Teilnehmer

### Teilnehmer
| 12 aus Europa                              | Schweden           | Finnland   | Schweiz  | Tschechien |
|                                            | Lettland           | Norwegen   | Slowakei | Polen      |
|                                            | Deutschland        | Dänemark   | Estland  | Frankreich |
| 1 aus Amerika                              | Vereinigte Staaten |            |          |            |
| 3 aus Asien & Ozeanien inklusive Gastgeber | Singapur           | Australien | Japan    |            |

## Modus
Es wird in vier Gruppen à vier Teams gespielt werden. In Gruppe A und B spielen hierbei die acht in der Weltrangliste am besten platzierten Teilnehmer, in den Gruppen C und D die restlichen Teams.
Die beiden Erstplatzierten der Gruppen A und B qualifizierten sich nach der Gruppenphase direkt für das Viertelfinale, die Dritt- und Viertplatzierten spielten eine Playoff-Runde gegen die beiden Erstplatzierten der Gruppen C und D. Die Sieger dieser Playoff-Runde qualifizierten sich ebenfalls für das Viertelfinale.
|  | Direkt für das Viertelfinale qualifiziert |
|  | Für Playoff-Runde qualifiziert            |

| Gruppe A  | Gruppe B  | Gruppe C    | Gruppe D    |
| --------- | --------- | ----------- | ----------- |
| Platz 1–4 | Platz 1–4 | Platz 9–12  | Platz 9–12  |
| Platz 1–4 | Platz 1–4 | Platz 9–12  | Platz 9–12  |
| Platz 5–8 | Platz 5–8 | Platz 13–16 | Platz 13–16 |
| Platz 5–8 | Platz 5–8 | Platz 13–16 | Platz 13–16 |

## Auslosung
Die Teams wurden gemäß ihrer Platzierung in der Weltrangliste in vier Töpfe aufgeteilt. (In Klammern die aktuelle Position.)
| Topf 1         | Topf 2       | Topf 3          | Topf 4                  |
| -------------- | ------------ | --------------- | ----------------------- |
| Schweden (1)   | Polen (5)    | Deutschland (9) | Singapur (13)           |
| Finnland (2)   | Slowakei (6) | Dänemark (10)   | Estland (14)            |
| Schweiz (3)    | Norwegen (7) | Australien (11) | Vereinigte Staaten (15) |
| Tschechien (4) | Lettland (8) | Japan (12)      | Frankreich (27)         |

Die Mannschaften wurden nacheinander beginnend mit Topf 4 aus den Töpfen gezogen. Die Mannschaften aus Topf 3 und 4 wurden auf Gruppe C und D verteilt, die Mannschaften der Töpfe 1 und 2 auf Gruppe A und B. Die Auslosung vom 4. April 2023 im Park Royal on Beach Road (Singapur) ergab folgende Gruppen.
| Gruppe A | Gruppe B   | Gruppe C    | Gruppe D           |
| -------- | ---------- | ----------- | ------------------ |
| Lettland | Slowakei   | Singapur    | Estland            |
| Norwegen | Polen      | Frankreich  | Vereinigte Staaten |
| Finnland | Tschechien | Australien  | Japan              |
| Schweiz  | Schweden   | Deutschland | Dänemark           |

## Gruppenspiele

### Gruppe A
| Platz | Land     | Sp | S | U | N | +  | -  | Pkt |
| ----- | -------- | -- | - | - | - | -- | -- | --- |
| 1.    | Finnland | 3  | 3 | 0 | 0 | 29 | 9  | 6   |
| 2.    | Schweiz  | 3  | 2 | 0 | 1 | 35 | 12 | 4   |
| 3.    | Norwegen | 3  | 1 | 0 | 2 | 9  | 17 | 2   |
| 4.    | Lettland | 3  | 0 | 0 | 3 | 5  | 40 | 0   |

| 2. Dezember 2023 17:00 |  | Schweiz | 8:2 (0:0, 3:0, 5:2) Spielbericht | Norwegen | OCBC Arena Halle 1, Singapur Zuschauer: 397 |

| 2. Dezember 2023 16:00 |  | Lettland | 1:14 (0:4, 1:7, 0:3) Spielbericht | Finnland | OCBC Arena Halle 2, Singapur Zuschauer: 145 |

| 3. Dezember 2023 17:00 |  | Finnland | 9:5 (2:0, 6:1, 1:4) Spielbericht | Schweiz | OCBC Arena Halle 1, Singapur Zuschauer: 513 |

| 3. Dezember 2021 16:00 |  | Norwegen | 4:3 (1:2, 2:1, 1:0) Spielbericht | Lettland | OCBC Arena Halle 2, Singapur Zuschauer: 139 |

| 4. Dezember 2023 19:00 |  | Finnland | 6:3 (3:1, 1:1, 2:1) Spielbericht | Norwegen | OCBC Arena Halle 2, Singapur Zuschauer: 225 |

| 4. Dezember 2023 20:00 |  | Lettland | 1:22 (0:7, 0:5, 1:10) Spielbericht | Schweiz | OCBC Arena Halle 1, Singapur Zuschauer: 378 |

### Gruppe B
| Platz | Land       | SP | S | U | N | +  | -  | Pkt |
| ----- | ---------- | -- | - | - | - | -- | -- | --- |
| 1.    | Schweden   | 3  | 3 | 0 | 0 | 51 | 5  | 6   |
| 2.    | Tschechien | 3  | 2 | 0 | 1 | 19 | 10 | 4   |
| 3.    | Slowakei   | 3  | 1 | 0 | 2 | 9  | 32 | 2   |
| 4.    | Polen      | 3  | 0 | 0 | 3 | 7  | 39 | 0   |

| 2. Dezember 2023 19:00 |  | Slowakei | 3:20 (0:6, 2:10, 1:4) Spielbericht | Schweden | OCBC Arena Halle 2, Singapur Zuschauer: 127 |

| 3. Dezember 2023 18:45 |  | Tschechien | 9:3 (5:3, 2:0, 2:0) Spielbericht | Polen | OCBC Arena Halle 2, Singapur Zuschauer: 321 |

| 4. Dezember 2023 17:00 |  | Tschechien | 1:6 (1:1, 0:3, 0:2) Spielbericht | Schweden | OCBC Arena Halle 1, Singapur Zuschauer: 526 |

| 4. Dezember 2023 16:00 |  | Polen | 3:5 (0:2, 1:2, 2:1) Spielbericht | Slowakei | OCBC Arena Halle 2, Singapur Zuschauer: 205 |

| 5. Dezember 2023 17:00 |  | Schweden | 25:1 (11:0, 5:1, 9:0) | Polen | OCBC Arena Halle 1, Singapur Zuschauer: 449 |

| 5. Dezember 2023 19:00 |  | Slowakei | 1:9 (1:2, 0:3, 0:4) | Tschechien | OCBC Arena Halle 2, Singapur Zuschauer: 135 |

### Gruppe C
| Platz | Land        | Sp | S | U | N | +  | -  | Pkt |
| ----- | ----------- | -- | - | - | - | -- | -- | --- |
| 1.    | Deutschland | 3  | 3 | 0 | 0 | 23 | 3  | 6   |
| 2.    | Singapur    | 3  | 2 | 0 | 1 | 11 | 7  | 4   |
| 3.    | Frankreich  | 3  | 0 | 1 | 2 | 8  | 20 | 1   |
| 4.    | Australien  | 3  | 0 | 1 | 2 | 7  | 19 | 1   |

| 2. Dezember 2023 12:30 |  | Australien | 0:10 (0:1, 0:4, 0:5) Spielbericht | Deutschland | OCBC Arena Halle 2, Singapur Zuschauer: 123 |

| 2. Dezember 2023 20:00 |  | Frankreich | 2:5 (0:0, 2:1, 0:4) Spielbericht | Singapur | OCBC Arena Halle 1, Singapur Zuschauer: 579 |

| 3. Dezember 2023 13:00 |  | Deutschland | 10:1 (4:1, 4:0, 2:0) Spielbericht | Frankreich | OCBC Arena Halle 2, Singapur Zuschauer: 86 |

| 3. Dezember 2023 20:00 |  | Australien | 2:4 (1:2, 0:1, 1:1) Spielbericht | Singapur | OCBC Arena Halle 1, Singapur Zuschauer: 617 |

| 5. Dezember 2023 13:00 |  | Frankreich | 5:5 (1:1, 3:0, 1:4) | Australien | OCBC Arena Halle 2, Singapur Zuschauer: 113 |

| 5. Dezember 2023 20:00 |  | Singapur | 2:3 (0:1, 1:0, 1:3) | Deutschland | OCBC Arena Halle 1, Singapur Zuschauer: 671 |

### Gruppe D
| Platz | Land               | Sp | S | U | N | +  | -  | Pkt |
| ----- | ------------------ | -- | - | - | - | -- | -- | --- |
| 1.    | Japan              | 3  | 2 | 1 | 0 | 14 | 10 | 5   |
| 2.    | Dänemark           | 3  | 2 | 0 | 1 | 17 | 9  | 4   |
| 3.    | Estland            | 3  | 1 | 1 | 1 | 16 | 12 | 3   |
| 4.    | Vereinigte Staaten | 3  | 0 | 0 | 3 | 10 | 26 | 0   |

| 2. Dezember 2023 13:30 |  | Vereinigte Staaten | 3:9 (1:4, 1:3, 1:2) Spielbericht | Estland | OCBC Arena Halle 1, Singapur Zuschauer: 225 |

| 3. Dezember 2023 14:00 |  | Dänemark | 2:3 (1:0, 0:1, 1:2) Spielbericht | Japan | OCBC Arena Halle 1, Singapur Zuschauer: 233 |

| 4. Dezember 2023 14:00 |  | Dänemark | 6:4 (4:1, 2:2, 0:1) Spielbericht | Estland | OCBC Arena Halle 1, Singapur Zuschauer: 127 |

| 4. Dezember 2023 13:00 |  | Japan | 8:5 (5:0, 2:4, 1:1) Spielbericht | Vereinigte Staaten | OCBC Arena Halle 2, Singapur Zuschauer: 125 |

| 5. Dezember 2023 14:00 |  | Estland | 3:3 (0:0, 2:2, 1:1) | Japan | OCBC Arena Halle 1, Singapur Zuschauer: 231 |

| 5. Dezember 2023 16:00 |  | Vereinigte Staaten | 2:9 (1:0, 1:3, 0:6) | Dänemark | OCBC Arena Halle 2, Singapur Zuschauer: 114 |

## Platzierungsspiele Plätze 13–16
| 6. Dezember 2023 13:00 |  | Estland | 5:0 (2:0, 2:0, 1:0) | Australien | OCBC Arena Halle 2, Singapur Zuschauer: 167 |

| 6. Dezember 2023 14:00 |  | Frankreich | 1:4 (0:1, 1:2, 0:1) | Vereinigte Staaten | OCBC Arena Halle 1, Singapur Zuschauer: 127 |

### Spiel um Platz 15
| 7. Dezember 2023 13:00 |  | Australien | 4:5 (0:0, 3:1, 1:4) | Frankreich | OCBC Arena Halle 2, Singapur Zuschauer: 122 |

### Spiel um Platz 13
| 7. Dezember 2023 14:00 |  | Estland | 9:4 (3:1, 4:3, 2:0) | Vereinigte Staaten | OCBC Arena Halle 1, Singapur Zuschauer: 102 |

## Platzierungsspiele Plätze 9–12
| 7. Dezember 2023 16:00 |  | Norwegen | 2:3 (1:2, 0:0, 1:1) | Deutschland | OCBC Arena Halle 2, Singapur Zuschauer: 155 |

| 7. Dezember 2023 19:00 |  | Singapur | 3:4 (0:0, 2:3, 1:1) | Japan | OCBC Arena Halle 2, Singapur Zuschauer: 357 |

### Spiel um Platz 11
| 9. Dezember 2023 14:00 |  | Singapur | 1:13 (0:3, 1:2, 0:8) | Norwegen | Indoor Stadium, Singapur Zuschauer: 781 |

### Spiel um Platz 9
| 8. Dezember 2023 20:00 |  | Japan | 4:1 (0:1, 1:0, 3:0) | Deutschland | OCBC Arena Halle 1, Singapur Zuschauer: 267 |

## Platzierungsspiele Plätze 5–8
| 9. Dezember 2023 12:30 |  | Polen | 7:3 (0:0, 2:0, 5:3) | Dänemark | OCBC Arena Halle 1, Singapur Zuschauer: 168 |

| 9. Dezember 2023 11:00 |  | Lettland | 4:6 (0:2, 1:2, 3:2) | Slowakei | Singapore Indoor Stadium, Singapur Zuschauer: 173 |

### Spiel um Platz 7
| 10. Dezember 2023 10:00 |  | Dänemark | 4:6 (1:0, 2:1, 1:4) Spielbericht | Lettland | Singapore Indoor Stadium, Singapur Zuschauer: 317 |

### Spiel um Platz 5
| 10. Dezember 2023 13:00 |  | Polen | 4:7 (0:3, 1:2, 3:2) Spielbericht | Slowakei | Singapore Indoor Stadium, Singapur Zuschauer: 761 |

## Finalrunde

### Playoff-Runde
| 6. Dezember 2021 17:00 |  | Norwegen | 3:4 n.PS. (2:1, 0:1, 1:1, 0:1) | Dänemark | OCBC Arena Halle 1, Singapur Zuschauer: 210 |

| 6. Dezember 2021 20:00 |  | Slowakei | 11:2 (2:2, 4:0, 5:0) | Singapur | OCBC Arena Halle 1, Singapur Zuschauer: 0 |

| 6. Dezember 2022 16:00 |  | Lettland | 8:5 (0:0, 0:0, 0:0) | Japan | OCBC Arena Halle 2, Singapur Zuschauer: 173 |

| 6. Dezember 2023 19:00 |  | Polen | 4:3 n.PS. (1:1, 0:2, 2:0, 1:0) | Deutschland | OCBC Arena Halle 2, Singapur Zuschauer: 159 |

### Viertelfinale
| 7. Dezember 2023 17:00 |  | Finnland | 11:2 (7:2, 0:0, 4:0) | Polen | OCBC Arena Halle 1, Singapore Zuschauer: 247 |

| 7. Dezember 2023 20:00 |  | Schweden | 13:3 (4:0, 4:0, 5:3) | Lettland | OCBC Arena Halle 1, Singapur Zuschauer: 242 |

| 8. Dezember 2023 14:00 |  | Schweiz | 8:4 (2:1, 5:1, 1:2) | Slowakei | OCBC Arena Halle 1, Singapur Zuschauer: 211 |

| 8. Dezember 2023 17:00 |  | Tschechien | 13:1 (6:0, 5:0, 2:1) | Dänemark | OCBC Arena Halle 1, Singapur Zuschauer: 394 |

### Halbfinale
| 9. Dezember 2023 20:15 |  | Schweden | 4:2 (2:1, 1:0, 1:1) Spielbericht | Schweiz | Singapore Indoor Stadium, Singapur Zuschauer: 1847 |

| 9. Dezember 2023 17:00 |  | Finnland | 8:2 (2:1, 4:1, 2:0) Spielbericht | Tschechien | Singapore Indoor Stadium, Singapur Zuschauer: 1733 |

### Spiel um Platz 3
| 10. Dezember 2023 16:00 |  | Schweiz | 4:5 (1:0, 1:2, 2:3) Spielbericht | Tschechien | Singapore Indoor Stadium, Singapur Zuschauer: 2253 |

### Finale
| 10. Dezember 2023 19:00 |  | Schweden | 6:4 (6:0, 0:1, 0:3) Spielbericht | Finnland | Singapore Indoor Stadium, Singapur Zuschauer: 3971 |

## Abschlussplatzierungen
| RF | Team               |
| -- | ------------------ |
| 1  | Schweden           |
| 2  | Finnland           |
| 3  | Tschechien         |
| 4  | Schweiz            |
| 5  | Slowakei           |
| 6  | Polen              |
| 7  | Lettland           |
| 8  | Dänemark           |
| 9  | Japan              |
| 10 | Deutschland        |
| 11 | Norwegen           |
| 12 | Singapur           |
| 13 | Estland            |
| 14 | Vereinigte Staaten |
| 15 | Frankreich         |
| 16 | Australien         |